# PU Aurigae
PU Aurigae är en ensam stjärna i mellersta delen av stjärnbilden Kusken. Den har en högsta skenbar magnitud av ca 5,55 och är svagt synlig för blotta ögat där ljusföroreningar ej förekommer. Baserat på parallax enligt Gaia Data Release 2 på ca 5,75 mas, beräknas den befinna sig på ett avstånd på ca 570 ljusår (ca 174 parsek) från solen. Den rör sig närmare solen med en heliocentrisk radialhastighet på ca -38 km/s.

## Egenskaper
PU Aurigae är en röd jättestjärna av spektralklass M4 III. Den har en radie som är ca 26 solradier och har ca 1 500 gånger solens utstrålning av energi från dess fotosfär vid en effektiv temperatur av ca 3 500 K.

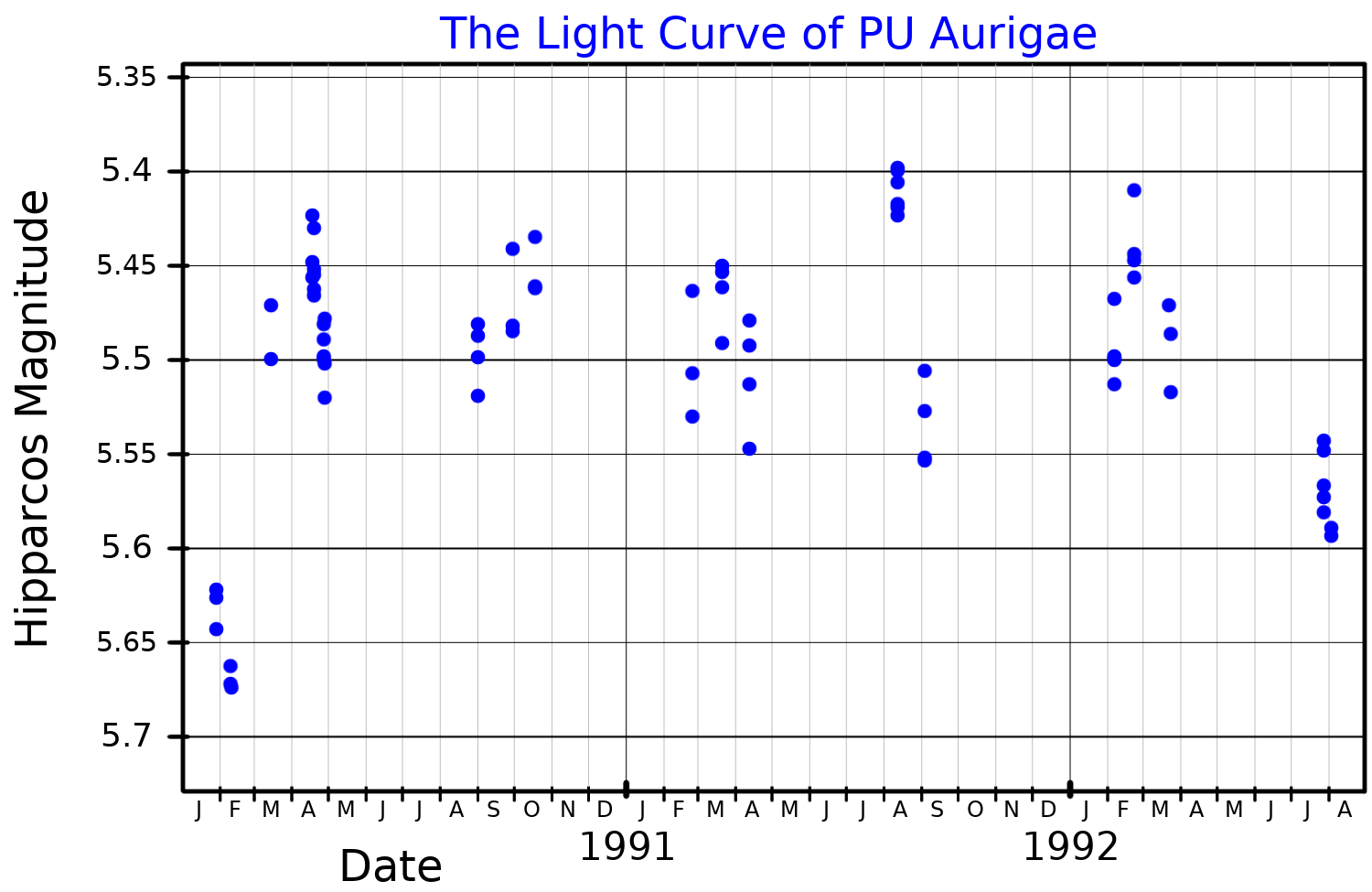
Ljuskurva för PU Aurigae, plottad från Hipparcosdata,

PU Aurigae är en långsam irreguljär variabel, som varierar i ljusstyrka uppåt och nedåt med 0,1 magnitud kring ett medelvärde av 5,64.